# Чињенични поремећај
Чињенични поремећај или вештачки поремећај (или патомимија) је врста менталног поремећаја у коме се пацијент свесно и намерно, понаша као да има физичку или менталну болест када му се заиста ништа није догодило. Пацијенти са овим поремећајем на различите начине стварају и преувеличавају симптоме болести. Они могу лагати о својим симптомима, или намерно се повређују као би на тај начин створили видљиве симптома или променити медицинске анализе (на пример, узорак урина) како би изгледали болесно. Такве особе су у стању да прођу и болне тестове или ризичне операције како би задобили симпатије људи који обраћају пажњу на појединце који су заиста болесни. Овај напад на тело је добровољан, свестан и нема за циљ било какву директну корист.
Иако је истина да се ови поремећаји не могу сматрати контролисаним, понекад постоји компулзивна компонента. Дијагноза мора да покаже да појединац предузима радње како би лажно приказао, симулирао или изазвао знакове или симптоме болести или повреде у одсуству очигледних спољних чињеница.

## Етиологија
Тачни узроци овог поремећаја нису познати, али истраживачи верују да су изазвани биолошким и психолошким факторима.
Неке теорије тврде да су ови пацијенти претрпели злостављање или недостатак осећања током детињства која могу бити повезани са озбиљним емоционалним проблемима, као историјом болести која се карактерише честом присутношћу болести које захтевају хоспитализацију..
Студије показују да је ово стање чешће код мушкараца него код жена.

## Врсте чињеничних поремећаја
Према различитим симптомима, постоје четири врсте фиктивних поремећаја:

#### Чињенични поремећај с углавном психолошким симптомима
Појединци с овом психопатологијом опонашају типичне симптоме схизофреног поремећаја. Стога, они имају тенденцију да симулирају конфузију, дају апсурдне изјаве и тврде да имају халуцинације или заблуде; на пример, чују гласове.

### Чињенични поремећај с углавном физичким симптомима
Особе с овим поремећајем тврде да имају симптоме повезане с физичком болешћу, као што су болови у прсима, проблеми с желудцем или грозница. Овај поремећај је такође је познат као Минхаузенов синдром.

### Чињенични поремећај са психолошким и физичким симптомима
Особе с овим поремећајем наводе симптоме телесне и душевне болести.

### Чињенични поремећај који није наведен на другом месту
Овај тип укључује неред који се зове тпо пуномоћје, а познат је и као Минхаузенов синдром преко посредника Особе с овим поремећајем измишљају симптоме болести у другој особи под њиховим надзором. Најчешће се јавља код мајки (иако се то може догодити код родитеља) које намерно наносе штету деци како би остварили негу.

## Клиничка слика
Пацијенти са овим поремећајем обично имају следеће карактеристичне симптоме:
- Драматична, али недоследна историја болести
- Нејасни симптоми који се не могу контролисати и који постају озбиљнији или се мењају након почетка лечења
- Предвидљиви рецидиви након побољшања болести
- Присуство многих ожиљака
- Појава нових или додатних симптома након негативних резултата медицинског или психолошког теста
- Присуство симптома само када је пацијент са другима или се посматра
- Жеља да изврши тестове или операције
- Пацијент не дозвољава здравственим радницима да разговарају са члановима породице, пријатељима и претходним лекарима

## Диференцијална дијагноза
Чињенични поремећај је сличан психопатолошком соматоформном поремећају, који такође укључује присуство симптома који немају никакве везе са правом болешћу. При томе особе са соматоформним поремећајем не лажирају симптоме нити варају друге, али мисле да имају болести коју заправо немају.

## Терапија
Најважнији циљ лечења овог поремећаја је модификовати понашање пацијента и елиминисати или смањити злоупотребу медицинских ресурса. У случају чињеничног нереда преко пуномоћника, примарни циљ је заштита сваке потенцијалне жртве.
Након што се ти циљеви испуне, следећи корак је схватити психолошке разлоге који узрокују такво понашање пацијента.
Лечење се може спровести психотерапијом, по могућности когнитивно-бихевиоралном терапија ... На тај начин терапеут делује на пацијентово размишљање и понашање.
Породична терапија може бити корисна, јер у њој чланови породице не награђују штетно понашање пацијента.
У тешким случајевима дају се антидепресиви и анксиолитички лекови.